# Slavoj Jenko
Slavoj Jenko (* 12. August 1852 in Trnovo, Krain; † 6. August 1907 in Hrušica bei Podgrad, Ilirska Bistrica) war ein österreichisch-slowenischer Politiker. Er war Abgeordneter zum Istrianischen Landtag.

## Leben
Jenko besuchte zwischen 1865 und 1866 ein Realgymnasium in Görz und absolvierte danach von 1867 bis 1870 ein Realgymnasium in Laibach. Er studierte in der Folge Ingenieurwesen in Graz und engagierte sich während seiner Studienzeit als Mitglied der Grazer Gesellschaft für südslawische Studenten, in der er sich für Kollars Idee einer "slawischen" Literatursprache begeisterte. Jenko wirkte lange Zeit als Bürgermeister von Podgrad und setzte sich für die Ankurbelung der regionalen Wirtschaft ein. So gründete er 1885 eine Wirtschaftsgenossenschaft für den Bezirk Podgraje und war von 1887 bis zu seinem Tod dessen Stadtrat. Des Weiteren arbeitete er ab 1883 an der Idee zur Gründung der Kredit- und Sparkasse Podgrajska, die er 1894 verwirklichen konnte und bis 1897 gemeinsam mit A. Štemberger verwaltete. Zudem konnte dank seiner Unterstützung 1902 eine Molkerei in Hrušica gegründet werden.
Jenko wurde am 7. Juni 1884 im Landgemeindenwahlkreis der Gerichtsbezirke Volosca und Castelnuovo erstmals als Abgeordneter in den Istrianischen Landtag gewählt, nachdem die Wahl von A. Sterk 1883 annulliert worden war. Jenko wurde am 25. Juni 1889 zusammen mit Matko Mandić im Wahlkreis wiedergewählt. Nachdem Mandićs Wahl am 11. November 1889 jedoch ebenfalls annulliert worden war, trat Jenko noch am selben Tag zurück. Er wurde gemeinsam mit Mandić am 25. August 1890 wiedergewählt. Jenko wurde in der Folge 1895 im Wahlkreis erneut bestätigt, musste sich jedoch nach der neuerlichen Annullierung der Wahl 1896 erneut der Wahl stellen. Nach seiner Wiederwahl verblieb er bis zum Ende der Landtagsperiode 1901 als Abgeordneter im Landtag. Im Landtag setzte sich Jenko stark für die Verwendung der slowenischen und kroatischen Sprache ein und verwendete diese ausschließlich bei seinen Reden. Im Jahr 1886 legte er einen Vorschlag zur Gründung einer Kommission für die Förderung der Wirtschaft vor, 1892 unterbreitete er eine Idee für eine Eisenbahnverbindung zwischen Istrien und Rijeka.